# Quân đoàn
Quân đoàn (tiếng Anh: Corps) là một đơn vị có quy mô lớn trong quân đội trên cấp sư đoàn và dưới cấp tập đoàn quân, một đơn vị của lục quân bao gồm các đơn vị binh chủng hợp thành (như pháo binh, bộ binh, tăng - thiết giáp,...) hoặc là một bộ phận, một nhánh của quân đội (như Thủy quân lục chiến Hoa Kỳ hay còn gọi là Quân đoàn Thủy quân lục chiến Hoa Kỳ, hay Thủy quân lục chiến Hoàng gia Anh).

## Sự hợp thành

Sơ đồ tổ chức 1 Quân đoàn xe tăng 1942 và 1 Tập đoàn quân xe tăng 1943 của Hồng quân Liên Xô

Trong lục quân nhiều nước, quân đoàn được hợp thành từ các sư đoàn, thường gồm hai đến năm sư đoàn, được chỉ huy bởi một thiếu tướng hay một trung tướng. Trong Chiến tranh thế giới thứ nhất và Chiến tranh thế giới thứ hai, do phạm vi hoạt động rộng lớn của chiến trường, các quân đoàn được kết hợp ở trong các đơn vị lục quân, tạo thành các tập đoàn quân. Trong khối NATO, số của một quân đoàn có thể dùng các số La Mã để biểu thị (ví dụ Quân đoàn XXX, Quân đoàn XX), trong khi số của một sư đoàn thường viết bằng các số Ả Rập (ví dụ Sư đoàn Bộ binh số 4 của Hoa Kỳ). Một số nước có cách ký hiệu khác.